# カジ・ギャスディン
カジ・ギャスディン（Kazi Ghiyasuddin、1951年 - ）は、バングラデシュの画家。マダリプール県出身。

## 人物
1970年バングラデシュ芸術大学卒業し美術学士を取得。1972年チッタゴン大学大学院修士課程終了。1975年、文部省国費留学生として日本に渡る。1985年東京藝術大学でPhDを取得する。
福岡市美術館、バングラデシュ国立美術館、バングラデシュ近代美術館などに作品の所蔵がある。
2018年春の叙勲で旭日双光章を受章。
娘にモデルの加治まやがいる。

## 画集
- ベンガルの魂―カジ ギャスディン画集 (1986年1月、日本放送出版協会)
- 自然の音―ベンガルの魂 (1998年7月、筑摩書房)